# Amsterdoom
Amsterdoom is een first-person shooter van het Nederlandse Davilex Games. Amsterdoom werd uitgebracht in 2000 en maakt gebruik van de Genesis3D-engine.
Het spel speelt zich af in Amsterdam. De speler moet paarse buitenaardse wezens (Grøbbers) uitschakelen die Amsterdam hebben veroverd. Hij krijgt daarvoor vijf wapens ter beschikking. De speler bezoekt diverse "echte" locaties in Amsterdam, zoals het Rijksmuseum, De Wallen, Madame Tussauds en het Centraal Station.
Hoewel er in Amsterdoom geen bloed voorkomt en geen mensen doodgeschoten worden, ontstond er in 2000 toch enige ophef over het spel. De directeur van de Amsterdamse dienst Stadstoezicht bekritiseerde het feit dat sommige buitenaardse wezens gekleed waren als parkeerwachters.
Amsterdoom is ook uitgebracht als 'Amsterdam Monster Madness'. Deze uitgave was gericht op toeristen.
Amsterdoom heeft ook een Duits broertje genaamd 'Invasion Deutschland'. Dit speelt zich op bekende plekken in Duitsland af en heeft een ander verhaal en wapenarsenaal.